# Comuna Dzveneace, Tetiiv
Dzveneace (în ucraineană Дзвеняче) este o comună în raionul Tetiiv, regiunea Kiev, Ucraina, formată din satele Dzveneace (reședința), Perșe Travnea și Tarasivka.

## Demografie
Componența lingvistică a comunei Dzveneace
     Ucraineană (99,77%)
     Alte limbi (0,23%)
Conform recensământului din 2001, majoritatea populației comunei Dzveneace era vorbitoare de ucraineană (99,77%), existând în minoritate și vorbitori de alte limbi.